# Meedhupparu
Meedhupparu je koraljni otok na istoku atola Raa na Maldivima. Nakon struje El Niño koja je kasnih 1990-ih desetkovala površinski koralj na Maldivima, laguna koja okružuje otok puna je mrtvih koralja, ali sada je prošarana novim rastom i život u moru se vraća. Otok većim dijelom nije bio pogođen cunamijem u prosincu 2004. godine.

## Vanjske poveznice
|  | Zajednički poslužitelj ima još gradiva o temi Meedhupparu |

- http://www.meedhupparu.com.mv
- Meedhupparu Island, Maldives - Reviewed  Arhivirana inačica izvorne stranice od 1. svibnja 2007. (Wayback Machine), from newarchaeology.com
- Meedhupparu vacation review  Arhivirana inačica izvorne stranice od 23. srpnja 2007. (Wayback Machine)